# Zwartpuntrifhaai
De Zwartpuntrifhaai (Carcharhinus melanopterus) is een haai uit de familie van de Requiemhaaien (Carcharhinidae), die tot de orde van de Grondhaaien (Carcharhiniformes) behoort. De dieren zijn makkelijk te herkennen aan de prominente zwarte uiteinden van hun vinnen (vooral zichtbaar op de eerste rugvin en de staartvin). Het is een van de meest voorkomende haaiensoorten in de tropische koraalriffen van de Indische Oceaan en de Stille Oceaan, waar ze de voorkeur geven aan ondiepe kustwateren. De boven het water uitstekende rugvin is een zeer vertrouwd beeld van deze haaien. De meeste zwartpuntrifhaaien bevinden zich dicht bij richels in koraalriffen en op naburige zandvlakten. Er zijn echter ook enkele gevallen bekend waarbij de haaien rondzwemmen in brak water en zelfs een zeldzame keer in zoet water. Deze soort kan een lengte bereiken van 1,6 meter.
Zwartpuntrifhaaien hebben betrekkelijk kleine territoria en zijn sterk gebonden aan hun vertrouwde omgeving. Ze verlaten deze omgeving dan ook zelden tot nooit. Het zijn actieve predators die leven van kleine beenvissen, koppotigen en schaaldieren. Heel soms voeden ze zich eveneens met zeeslangen en zeevogels. Onderzoeksresultaten betreffende het gedrag en de levenscyclus van de zwartpuntrifhaai zijn zeer variabel en soms zelfs tegenstrijdig. Dit is vermoedelijk het gevolg van geografische verschillen binnen deze soort (aangezien ze zelden hun vertrouwde omgeving verlaten). Net als andere leden van de familie van de Requiemhaaien is de zwartpuntrifhaai een vivipare (levendbarende) haaiensoort, waarbij de vrouwtjes 2 tot 5 jongen krijgen per jaar of om de twee jaar. Cijfers omtrent de duur van de dracht variëren sterk; soms 7 tot 9 maanden, dan weer 10 tot 11 maanden en uitzonderlijk zelfs 16 maanden. Alvorens tot paren over te gaan, zal de mannelijke zwartpuntrifhaai eerst een tijdlang vlak achter zijn vrouwtje zwemmen. Hij wordt hierbij waarschijnlijk aangetrokken door bepaalde elektrische signalen die zij uitzendt. Pasgeboren haaitjes worden dichter bij de kust gevonden dan de volwassen dieren. Zij bevinden zich daar vaak in relatief grote groepen verspreid over een betrekkelijk groot gebied dat bij hoogtij overstroomt.
Aangezien zwartpuntrifhaaien zeer schuwe dieren zijn, is het niet zo gemakkelijk om deze dieren van dichtbij te benaderen. Ze vormen hierdoor ook zelden een gevaar voor de mens. Er zijn gevallen waarbij mensen door een zwartpuntrifhaai in hun benen worden gebeten wanneer ze door ondiep water lopen, maar deze worden beschouwd als ongelukkig toeval en niet als een doelbewuste aanval door de haai. Deze haai wordt in verscheidene landen bevist. Hij wordt onder meer gevangen voor zijn vlees, zijn vinnen, zijn lever en olie. De haai wordt desondanks niet beschouwd als een voor de visserij commercieel belangrijke soort. De IUCN heeft de zwartpuntrifhaai in 2005 geclassificeerd als “gevoelig” (d.w.z. “Bijna bedreigd”). Ondanks het feit dat de zwartpuntrifhaai een wijdverspreide en relatief algemeen voorkomende haaiensoort is, leidt het overmatig bevissen van deze zich vrij traag voortplantende soort tot een daling van het aantal exemplaren.

## Taxonomie
De zwartpuntrifhaai werd voor het eerst wetenschappelijk beschreven door twee Franse biologen, namelijk Jean Rene Constant Quoy en Joseph Paul Gaimard. Zij deden dit tijdens een reis van 1817 tot 1820 met hun schip (een korvet) genaamd Uranie. In 1824 werd de beschrijving gepubliceerd. Het typedier was een 59 centimeter lang juveniel mannetje, gevangen voor de kust van het eiland Waigeo, ten westen van Nieuw-Guinea. Quoy en Gaimard kozen de wetenschappelijke naam “Carcharias melanopterus” voor dit dier. Deze naam was afgeleid van het Griekse “melas”, wat “zwarte” betekent, en “pteron”, wat “vin” of “vleugel” betekent. Hiermee verwezen zij naar de prominente markeringen op de vinnen van deze haai.
Latere onderzoekers brachten de zwartpuntrifhaai onder in het geslacht Carcharhinus. In 1965 werd deze haai zelfs door de Internationale Commissie voor Zoölogische Nomenclatuur (ICZN) aangeduid als het typevoorbeeld voor dit geslacht. In sommige oudere literatuur werd deze haai ten onrechte benoemd met de wetenschappelijke naam Carcharhinus Spallanzani, welke vandaag erkend wordt als een synoniem voor de Vlekstaarthaai (Carcharhinus sorrah). De zwartpuntrifhaai (Carcharhinus melanopterus) moet daarnaast niet worden verward met de zwartpunthaai (Carcharhinus limbatus).

## Fylogenie
Net zoals bij de meeste andere soorten van het geslacht Carcharhinus, is ook de fylogenetische positie van de zwartpuntrifhaai nog onbepaald. Jack Garrick stelde in 1982 voor om de haai op basis van zijn morfologie te benoemen als naaste verwant van de Nerveuze haai (Carcharhinus cautus). De morfologische analyse van Leonard Compagno uit 1988 suggereerde naast verwantschap met de Nerveuze haai, verwantschap met nog vier andere soorten. Een analyse van Gavin Naylor uit 1998 leverde opnieuw dubbelzinnige resultaten op, waarbij de zwartpuntrifhaai een besloten verwante groep zou vormen met 10 andere soorten uit het geslacht Carcharhinus.

## Verspreiding en habitat
De zwartpuntrifhaai leeft verspreid in de kustwateren van de tropische in subtropische Indo-Pacifische regio’s. In de Indische Oceaan komt hij voor van Zuid-Afrika tot in de Rode Zee, met inbegrip van de kustwateren van Madagaskar, Mauritius en de Seychellen. Van daaruit leeft hij verspreid naar het oosten langs de kust van India tot voor de kusten van Zuidoost-Azië. Hij komt hier eveneens voor langs de kust van Sri Lanka, de Maldiven en de Andamanen. In de Stille Oceaan komt hij voor van Zuid-China en de Filipijnen, over Indonesië tot aan de noordkust van Australië en Nieuw-Caledonië. Verder bewoont hij een groot aantal Oceanische eilanden. In tegenstelling tot wat de meeste bronnen beweren, zijn er geen bevestigde gegevens dat deze soort in Japanse kustwateren voorkomt. Deze dieren zijn vermoedelijk afkomstig uit Taiwan. Er heeft zich ook een kleine groep zwartpuntrifhaaien gevestigd in het oosten van de Middellandse Zee.
Hoewel meldingen gemaakt zijn over zwartpuntrifhaaien die op een diepte van 75 meter leven, zijn ze doorgaans in water te vinden van slechts een paar meter diep. Ze kunnen vaak worden gespot vanaf de kust, door middel van hun boven het wateroppervlak uitstekende rugvin. Jongere haaien geven de voorkeur aan ondiepe zandvlakten, terwijl oudere dieren voornamelijk rond richels van koraalriffen te vinden zijn. De soort werd ook al gezien in brakke riviermondingen, in meren in Madagaskar, en in zoet water in Maleisië. Hij is echter niet in staat om het lage zoutgehalte van deze wateren te verdragen, zoals de Stierhaai (Carcharhinus leucas) dit kan.
Voor de kust van Aldabra in de Indische Oceaan komen de haaien vaak samen bij de koraalriffen. Van daaruit begeven zij zich naar de mangroves wanneer het water stijgt. Er wordt ook vermoed dat haaien die leven in noordelijke en zuidelijke uitersten van de oceaan in staat zijn om over grotere afstanden te migreren dan hun andere soortgenoten.

## Uiterlijke kenmerken
De zwartpuntrifhaai is robuust gebouwd met een gestroomlijnde typische “haaivorm”. Hij heeft een korte, breed afgeronde snuit en matig grote, ovale ogen. Elk neusgat heeft vooraan een huidflap die uitgegroeid is tot een tepelvormige kwab. De haai heeft doorgaans 11 tot 13 tanden aan weerszijden van zijn bovenkaak, en 10 tot 12 tanden aan weerszijden van zijn onderkaak. De tanden van de bovenkaak zijn rechtop tot schuin gericht en driehoekig van vorm. De onderste tanden zijn vergelijkbaar, maar iets fijner gebouwd. Verder zijn de tanden van het mannetje iets meer gekromd dan die van het vrouwtje.
De borstvinnen van de zwartpuntrifhaai zijn groot, sikkelvormig en spits toelopend. De eerste rugvin is hoog, met een S-vormige achterkant. De tweede rugvin is eveneens groot en ligt tegenover de aarsvin. De haai is bleekgrijs tot bruin van kleur aan de bovenzijde van zijn lichaam, en wit aan de onderzijde. Aan de zijkanten van zijn lichaam bezit de haai een duidelijke witte band. Alle vinnen hebben een zwarte punt. De meeste zwartpuntrifhaaien worden niet langer dan 1,6 meter, al zijn er enkele individuen gezien met een lengte van bijna 2 meter. Het maximale gewicht van deze haai is 13,6 kilogram.

## Biologie en ecologie
Samen met de grijze rifhaai (Carcharhinus amblyrynchos) en de witpuntrifhaai (Triaenodon obesus), is de zwartpuntrifhaai een van de drie meest voorkomende haaien die koraalriffen bewonen in de Indo-Pacifische regionen. De zwartpuntrifhaai overheerst voornamelijk ondiepe habitats, terwijl de andere twee soorten meestal iets dieper leven. Hij wordt vaak snelzwemmend en zeer actief gespot, alleen of in kleine groepen; grote, enigszins sociale, groepen zijn ook waargenomen, maar deze zijn zeldzamer. Men slaagt er doorgaans niet in om de meeste jonge en/of volwassen haaien te onderscheiden op basis van geslacht. Wel kunnen de opvallende bewegingen van zwangere vrouwtjes enigszins in het oog springen. Individuele zwartpuntrifhaaien zijn zeer aanhankelijk aan hun vertrouwde omgeving, waar ze doorgaans ook enkele jaren verblijven.
Een studie uit de atol Palmyra in het centrale deel van de Stille Oceaan, liet zien dat de zwartpuntrifhaai een territorium van 0,55 km² bezit, dit is een van de kleinste territoria van alle haaiensoorten. Hierin vormt 3 tot 17% van het oppervlak de favoriete jachtplaats van de haai. De haaien zwemmen het grootste deel van hun tijd heen en terug langs richels van koraalriffen. Hun gemiddelde zwemsnelheid neemt af wanneer het tij ‘s nachts stijgt, waarschijnlijk omdat de instroom van koeler water op dat moment hun stofwisseling vertraagt, of omdat de hierdoor veroorzaakte bewegingen van prooivissen het foerageren van de haai vergemakkelijken.
Zwartpuntrifhaaien, voornamelijk kleine exemplaren, vallen al eens ten prooi aan grotere vissen zoals grijze rifhaaien,tijgerhaaien en leden van hun eigen soort. In de atol Palmyra vermijden zwartpuntrifhaaien een confrontatie met de tijgerhaaien door weg te blijven uit de diepe lagune. Bekende parasieten van de zwartpuntrifhaai zijn de lintwormen Anthobothrium lesteri, Nybelinia queenslandensis, Otobothrium alexandri en Platybothrium jondoeorum. Een van de weinige gedocumenteerde voorbeelden van een besmettelijke ziekte bij deze haai, was een fataal geval van hemorragische bloedvergiftiging veroorzaakt door Aeromonas salmonicida.

### Dieet en voedingsgedrag
De zwartpuntrifhaai speelt een belangrijke rol in zijn ecosysteem. Zijn dieet bestaat voornamelijk uit kleine beenvissen, zoals harders, doktersvissen en lipvissen. Bij bepaalde groepen zwartpuntrifhaaien is waargenomen dat zij scholen van vis naar de kust jagen om ze zo efficiënt te kunnen vangen. Naast beenvissen voedt de haai zich ook met koppotigen, garnalen, kleine haaien en roggen. Voor de kust van het noorden van Australië jagen de haaien ook op zeeslangen, en bij de atol Palmyra azen zij op de kuikens van zeevogels die uit hun nest in het water vallen. Uit maagonderzoek blijkt dat de zwartpuntrifhaai zich verder voedt met algen, zeegras, koralen, hydrozoa, mosdiertjes en ratten. Tevens slikken ze soms stenen in.
Onderzoekers op de Marshalleilanden hebben ontdekt dat de zwartpuntrifhaai makkelijk kan worden aangetrokken door met opvallende metalen gereedschappen op het wateroppervlak te slaan. Ze ontdekten eveneens dat de haaien worden aangetrokken door de geur van zowel gezonde als gewonde vissen. Zoals bij de meeste haaien, heeft de zwartpuntrifhaai geen kegeltjes in het netvlies van zijn ogen. Hierdoor is zijn vermogen om kleuren en details van elkaar te onderscheiden zeer beperkt. In plaats daarvan is het zicht van de haai juist enorm gevoelig voor beweging of voor het contrast in omstandigheden met weinig licht. Dit laatste wordt versterkt door de aanwezigheid van een reflecterend derde ooglid, het tapetum lucidum. Experimenten toonden aan dat deze haai in staat is om kleine objecten op te sporen die tot 3 meter van hem of haar verwijderd zijn, maar hij is niet in staat om de vorm van objecten te onderscheiden. Een ander zintuig waarmee de haai in staat is om prooien te detecteren, wordt gevormd door de ampullen van Lorenzini.

### Voortplantingsgedrag
Net als andere leden van zijn familie is de zwartpuntrifhaai een levendbarende (vivipare) haaiensoort. De levenscycli van deze dieren zijn variëren naargelang het gebied waar ze voorkomen. Voor de kust van het noorden van Australië vindt de paring plaats van januari tot februari, in Frans-Polynesië is dit van november tot maart. In deze regio’s is de voortplantingscyclus een jaarlijkse cyclus. Voor de kust van Aldabra, Madagaskar en in de Rode Zee planten de dieren zich maximaal om de twee jaar voort. In deze regio’s loopt het broedseizoen van juni tot juli en van december tot januari.
Wanneer het vrouwtje tot paren bereid is, zal zij langzaam zwemmen in een sinusvormig patroon in de buurt van de bodem, met haar hoofd naar beneden gericht. Observaties in het wild suggereren eveneens dat vrouwelijke haaien chemische signalen verzenden die het voor mannetjes mogelijk maken haar op te sporen. Wanneer een mannetje haar vindt, zal hij haar met zijn snuit volgen en haar vervolgens bijten achter haar kieuwen en in haar borstvinnen. Dit veroorzaakt regelmatig verwondingen bij het vrouwtje, die genezen in 4 tot 6 weken. Na een periode van synchroon zwemmen, duwt het mannetje het vrouwtje op haar zij, met haar hoofd tegen de bodem en haar staart wat naar boven gericht. Vervolgens brengt het mannetje een van zijn claspers in de cloaca van het vrouwtje. De paring duurt enkele minuten, waarna de haaien elk hun eigen weg opgaan en hun normale gedragingen hervatten. In sommige regio’s, waar haaien in kleine groepen voorkomen, bevallen de oudere vrouwtjes soms allemaal rond dezelfde tijd, vaak binnen dezelfde week. Bij jongere vrouwtjes varieert dit meer. Jonge vrouwtjes hebben ook meer kans dat de zwangerschap faalt.
De dracht duurt 10 tot 11 maanden in de Indische Oceaan, en 7 tot 9 maanden voor de kusten van het noorden van Australië. Er zijn bij uitzondering ook drachten waargenomen van 16 maanden.

## Relatie met mensen
De zwartpuntrifhaai is een doorgaans zeer schuw dier en daardoor moeilijk van dichtbij te benaderen. Wanneer hij zwemmers ziet, zal zijn eerste reactie dus doorgaans vluchtgedrag zijn. Maar aangezien de dieren zich graag bij de kust ophouden, zijn ontmoetingen met mensen dus wel mogelijk, en de haai wordt ook beschouwd als potentieel gevaarlijk voor de mens. Er zijn elf gevallen bekend van een niet uitgelokte aanval, en tien uitgelokte. Geen enkele hiervan was fataal voor de mens in kwestie. Bij de meeste van deze aanvallen werden mensen gebeten in hun benen of voeten. Soms verwarren ze deze waarschijnlijk met hun natuurlijke prooi. De zwartpuntrifhaai staat er wel om bekend dat hij agressief wordt wanneer hij zich in de buurt van aas bevindt, en heeft daardoor meermaals lijnen van vissers vernield en vangsten gestolen.
De zwartpuntrifhaai wordt geregeld gevangen in Thailand en India, maar is geen commercieel belangrijke soort. Het vlees kan geconsumeerd worden, de lever wordt gebruikt voor olie en de vinnen voor soep. De IUCN heeft de zwartpuntrifhaai de status “gevoelig” (bijna bedreigd) meegegeven. Ondanks zijn frequent voorkomen, dalen de populaties toch in aantal door toedoen van de visserij. Zwartpuntrifhaaien zijn erg populaire dieren in aquariumcomplexen, en attracties voor ecotoeristen en duikers. Zoals Aquatopia Antwerpen en National SEA LIFE Marine Park Blankenberge.
Zwartsnuithaai (C. acronotus) · Zilverpunthaai (C. albimarginatus) · Grootsnuithaai (C. altimus) · Sierlijke haai (C. amblyrhynchoides) · Grijze rifhaai (C. amblyrhynchos) · Varkensooghaai (C. amboinensis) · Borneohaai (C. borneensis) · Koperhaai (C. brachyurus) · Tolhaai (C. brevipinna) · Nerveuze haai (C. cautus) · Pacifische kleinstaarthaai (C. cerdale) · Witwanghaai (C. dussumieri) · Zijdehaai (C. falciformis) · Kreekhaai (C. fitzroyensis) · Galapagoshaai (C. galapagensis) · Pondicherryhaai (C. hemiodon) · Fijntandhaai (C. isodon) · Gladtandzwarttiphaai (C. leiodon) · Stierhaai (C. leucas) · Zwartpunthaai (C. limbatus) · Oceanische witpunthaai (C. longimanus) · Hardsnuithaai (C. macloti) · C. macrops · Zwartpuntrifhaai (C. melanopterus) · Schemerhaai (C. obscurus) · Caribische rifhaai (C. perezii) · Zandbankhaai (C. plumbeus) · Atlantische kleinstaarthaai (C. porosus) · Zwartstiphaai (C. sealei) · Nachthaai (C. signatus) · Vlekstaarthaai (C. sorrah) · Australische zwartpunthaai (C. tilstoni)